# Magas szőke férfi felemás cipőben
A Magas szőke férfi felemás cipőben (eredeti cím: Le Grand Blond avec une chaussure noire) 1972-ben bemutatott francia filmvígjáték Yves Robert rendezésében, Pierre Richard, Bernard Blier, Mireille Darc és Jean Rochefort szereplésével. A forgatókönyvet Francis Veber írta.

## Rövid történet
A francia titkosszolgálat főnöke meg akar szabadulni egy beosztottjától, ezért azt állítja egy ártatlan hegedűsről, hogy ellenséges kém. Neki fogalma sincs az egészről, azonban valahogy mindig sikerül kikeverednie minden veszedelemből, míg üldözői halomra gyilkolják egymást.

## Cselekmény
|  | Alább a cselekmény részletei következnek! |

Bernard Milan, a francia kémelhárítás helyettes parancsnoka arra törekszik, hogy lejárassa főnökét, Louis Toulouse-t, hogy leváltsák és ő a helyére léphessen. Amikor egy New Yorkban letartóztatott francia heroincsempész azt állítja, hogy a drogcsempészet a francia kémelhárítás parancsára (valójában Milan utasítására) végrehajtott titkos küldetés volt, az ebből eredő rossz sajtó visszahat Toulouse-ra, aki nem tudja bizonyítani, hogy Milan a felelős. 
Bosszúból Toulouse tervet eszel ki, hogy leszámoljon ambiciózus beosztottjával: egy szobában, amelyről tudja, hogy tele van rejtett mikrofonokkal, másnap reggel fél tízkor a Orly repülőtérre küldi asszisztensét, Perrache-t, elhitetve Milannal (aki lehallgatta), hogy Perrache egy mesterkémhez ment, aki majd leleplezi Milan árulását. Toulouse azonban titokban arra utasítja Perrache-t, hogy véletlenszerűen válasszon ki valakit az akkor érkező utazók tömegéből.
Miután több lehetőséget is mérlegel a megadott időpontban érkező járatból, Perrache kiválasztja François Perrint, egy gyanútlan hegedűművészt, aki azért tűnik fel, mert zenekari társai tréfájának eredményeként egyik lábán fekete, a másikon vörösesbarna cipőben érkezik. Milan bekapja a csalit, és azonnal nyomozni kezd, hogy kiderítse, mit tud Perrin – nem sejtve, hogy Perrin egyáltalán nem ért a kémkedéshez (csak a zene szakértője). Milan machinációi egyre furcsább kalandok sorozatába keverik Perrint, amelyeket vagy elkerül, vagy puszta szerencsével megmenekül (ami csak megerősíti Milan egyre paranoiásabb gyanúját), és bár Perrin nagyrészt észre sem veszi a körülötte zajló zűrzavart, nem tudja nem észrevenni Milan legfőbb ügynökét, a gyönyörű végzet asszonyát, Christine-t. A zűrzavart csak fokozza, hogy Perrinnek viszonya van Paulette-tel, legjobb barátja, Maurice feleségével (mindketten zenészek ugyanabban a zenekarban, mint Perrin), és Maurice, miután véletlenül meghallja a Perrin és Paulette forró szexéről készült hangfelvételt (amelyet Milan ügynökei készítettek és egy virágkihordó teherautóban hallgatnak le), arra a téves következtetésre jut, hogy Paulette-nek viszonya van egy virágárussal. 
Toulouse és Perrache mindvégig nyugodtan nézi a káoszt, bár Perrache-t zavarja főnöke érzéketlensége Perrin halálának veszélye iránt.
Christine egy szerény, magas nyakú fekete bársonyruhában üdvözli Perrint a lakása bejárati ajtajánál, majd megfordul, és megmutatja, hogy a ruha hát nélküli, és diszkrét „fenék dekoltázs”-t mutat. Egy szerelmi jelenet következik (amelyet Milan és társai egy tévéképernyőn néznek), és amely azzal zárul, hogy Milan (Christine meggyőződése ellenére, hogy Perrin nem lehet ügynök) úgy dönt, hogy Perrint likvidálja. Ezután még több zűrzavar (többek között Maurice megtudja az igazságot a felesége viszonyáról) és árulás (többek között Christine elpártol Milan csoportjától, hogy megmentse Perrint, akibe beleszeretett) következik, amiben nem csak Toulouse és Milan csoportjának ügynökei, hanem maga Milan is meghal, aki csak Perrache-tól tudja meg az igazságot Perrinről, közvetlenül a halála előtt. Felismerve, hogy mennyire átverték, Milan elismerő mosollyal hal meg. Maurice, aki többször is járt Perrin lakásán, a lövöldözések és az ügynökök gyors elhalálozása közben, majd pedig utána is, összezavarodik az általa korábban és későbben látottak ellentmondásai miatt és idegösszeomlást szenved.
A történet ott ér véget, ahol kezdődött, az Orly repülőtéren. Perrin egy hatalmas Louis Vuitton bőröndöt tol egy reptéri csomagszállító kocsin, és halkan beszél a benne rejtőző Christine-hez. Úti céljuk Rio de Janeiro. Toulouse, aki egy monitoron figyeli Perrin távozását, utasítja Perrache-t, hogy lépjen kapcsolatba Perrinnel, amikor visszatér, megjegyezve: „Végül is elég jól kezelte a helyzetet”.
|  | Itt a vége a cselekmény részletezésének! |

## Szereposztás
| Szerep                      | Színész         | Magyar hangja (1. szinkron) |
| --------------------------- | --------------- | --------------------------- |
| François Perrin hegedűs     | Pierre Richard  | Tahi Tóth László            |
| Toulouse ezredes            | Jean Rochefort  | Kálmán György               |
| Christine                   | Mireille Darc   | Káldi Nóra                  |
| Maurice Lefebvre            | Jean Carmet     | Körmendi János              |
| Paulette Lefebvre           | Colette Castel  | Telessy Györgyi             |
| Perrache                    | Paul Le Person  | Avar István                 |
| Bernard Milan               | Bernard Blier   | Képessy József              |
| Botrel                      | Jean Obé        | Gelley Kornél               |
| Georghiu                    | Robert Castel   | Sinkó László                |
| Poucet („Hüvelyk Matyi”)    | Jean Saudray    | Suka Sándor                 |
| Chaperon („Piroska”)        | Maurice Barrier | Bujtor István               |
| Monsieur Boudart            | Roger Caccia    | Farkas Antal                |
| Madame Boudart              | Arlette Balkis  | Simon Zsuzsa                |
| Coco („Tökfej”), lehallgató | Robert Dalban   | Csákányi László             |
| Belügyminiszter             | Jean Bouise     | ?                           |

## Fordítás
- Ez a szócikk részben vagy egészben  a   The Tall Blond Man with One Black Shoe című angol Wikipédia-szócikk fordításán alapul.  Az eredeti cikk szerkesztőit annak laptörténete sorolja fel. Ez a jelzés csupán a megfogalmazás eredetét és a szerzői jogokat jelzi, nem szolgál a cikkben szereplő információk forrásmegjelöléseként.